# Giovanni Capis
Giovanni Capis (Domodossola, XVI secolo – XVII secolo) è stato un giurista e storico italiano, autore di uno dei più antichi testi della letteratura milanese.

## Biografia
Di illustre famiglia ossolana, Capis era figlio di Matteo ed ebbe due figli: Giovanni Matteo Capis (1617 - 1691) e Francesco Capis Minore. Durante lo studio delle leggi a Pavia scrisse il celebre Varon Milanes, dizionario etimologico del lessico milanese, considerato tra i più antichi testi della letteratura milanese.
Rientrato a Domodossola, in qualità di giureconsulto si impegnò in difesa della Giurisdizione di Mattarella contro l'infeudamento spagnolo. Ricoprì anche importanti cariche presso il Tribunale della Sanità di Milano, durante i timori provocati dalla peste.
Proprio in virtù del suo amore per la terra patria scrisse le Memorie della corte di Mattarella O sia del Borgo di Duomo d'Ossola et sua giurisdittione, opera che fu pubblicata dal figlio Giovanni Matteo nel 1673 e ritenuta tra i più antichi testi di storiografia ossolana.

## Opere
- Varon milanes de la lengua de Milan, Milano per Gio. Jacomo Como libraro 1606.
- Memorie della corte di Mattarella O sia del Borgo di Duomo d'Ossola et sua giurisdittione, Milano 1673. Edizione moderna, con prefazione di Guido Bustico, Novara 1918.